# Tephrina presbitaria
Tephrina presbitaria är en fjärilsart som beskrevs av Swinhoe 1904. Tephrina presbitaria ingår i släktet Tephrina och familjen mätare. Inga underarter finns listade i Catalogue of Life.